# From Our Memento Box
From Our Memento Box è il quinto EP del girl group sudcoreano Fromis 9, pubblicato nel 2022.

## Tracce
1. Up And – 3:12
2. Stay This Way – 3:15
3. Blind Letter – 2:40
4. Cheese – 3:01
5. Rewind – 3:33